# Staatskapelle Berlin
Staatskapelle Berlin je německý orchestr, jehož domovskou scénou je Berlínská státní opera. Před rokem 1918 nesl jméno Königliche Kapelle. Kořeny orchestru sahají až k roku 1570, kdy byl ustaven jakožto dvorní orchestr braniborského kurfiřta, což z něj činí jedno z nejstarších hudebních těles na světě. Roku 1701 se stal orchestrem pruského královského dvora, v roce 1742 byl přičleněn ke královské pruské dvorní opeře. První koncert souboru pro širší publikum (mimo královský dvůr) se konal 1. března 1783 v hotelu Paris. V 19. století uvedl řadu premiér děl Richarda Wagnera nebo Felixe Mendelssohna. Vedla ho řada významných dirigentů, například Gaspare Spontini (1820–1841) Významné bylo období pod vedením Giacomo Meyerbeera (1842–1846). Krátce vedl těleso i Otto Nicolai (1848–1849). Na začátku 20. století jeho prestiž zvýšil Richard Strauss (1899–1913). Významná byla též éra Ericha Kleibera (1923–1934), který se k vedení vrátil ještě znovu v 50. letech, to již v čase tzv. východního Německa. I v nacistické éře orchestr vedli významní hudebníci: Clemens Krauss a Herbert von Karajan. Po válce to byl Joseph Keilberth. Od roku 1992 vede Staatskapelle Berlin nepřetržitě Argentinec Daniel Barenboim.